# سيف مملوكي
صنع السيف المملوكي الإسلامي من قبل المماليك الذين حكموا مصر. ويعد من أقدم السيوف في الثقافة التركية. فالسيف المقوس والمنحني دخل في فترة متأخرة على العرب والفرس، وابتدأ ذلك في نهاية العصر العباسي وتطور على يد المغول والأتراك، وأما السيف الفارسي أو العربي فمن المعروف أنه كان مستقيم ذو نصلين حادين من الجهتين وقد ظهر السيف المنحني في فارس إبان الحكم السلجوقي التركي وسمي بالشمشير واتخذ شكله المتأثر بالسيف التركي.

## الأصل
كان السيف المنحني في الأصل من أصل تركي في آسيا الوسطى،  حيث هاجر هذا النمط إلى الشرق الأوسط وأوروبا والهند وشمال أفريقيا.  في الأناضول والبلقان ، طور السيف خصائص أدت في النهاية إلى إنتاج القلج العثماني. تم تبنيه في القرن التاسع عشر من قبل العديد من الجيوش الغربية ، بما في ذلك الجيش الفرنسي ، والجيش البريطاني ، وجيش سردينيا الملكي ، والجيش الملكي الإيطالي ، وقوات مشاة البحرية الأمريكية . على الرغم من أن الغربيين استخدموا بعض السيوف العثمانية الأصلية، إلا أن معظم "السيوف المملوكية" تم تصنيعها في أوروبا أو أمريكا. كانت مقابضها متشابهة جدًا في الشكل مع النموذج الأولي العثماني، لكن شفراتها تميل إلى أن تكون أطول وأضيق وأقل انحناءً من تلك الموجودة في القلج الحقيقي، بينما تكون أوسع وأقل انحناءًا أيضًا من الشمشير الفارسي . باختصار، احتفظ المقبض بشكله الأصلي. لكن النصل كان يميل إلى أن يشبه شكل النصل النموذجي للسيوف العسكرية الغربية المعاصرة. يظل السيف المملوكي هو السلاح الاحتفالي لبعض الوحدات حتى يومنا هذا.

## قوات مشاة البحرية الامريكية

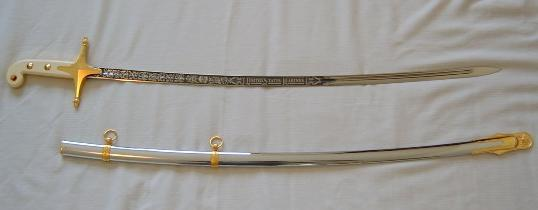
سيف يشبه السيف المملوكي الذي يستخدمه ضباط مشاة البحرية الأمريكية اليوم إلى حد كبير تلك التي تم ارتداؤها لأول مرة في عام 1826.

يذكر تاريخ مشاة البحرية أن سيفًا من هذا النوع تم تقديمه إلى الملازم الأول في مشاة البحرية بريسلي أوبانون من قبل نائب الملك في الإمبراطورية العثمانية ، الأمير حامد، في 8 ديسمبر 1805، خلال الحرب البربرية الأولى ، في ليبيا، كبادرة احترام و الثناء على تصرفات مشاة البحرية في معركة درنة (1805) . عند عودته إلى الولايات المتحدة، قدمت له ولاية فيرجينيا سيفًا ذو مقبض فضي يتميز بمقبض رأس نسر وشفرة منحنية على غرار السيف المملوكي الأصلي الذي أعطاه له  . نصله مكتوب عليه اسمه وتخليد ذكرى معركة مرفأ طرابلس.
ربما بسبب سجل مشاة البحرية المتميز خلال هذه الحملة، بما في ذلك الاستيلاء على مدينة درنة الطرابلسية بعد مسيرة صحراوية طويلة وخطيرة ، اعتمد قائد مشاة البحرية أرشيبالد هندرسون السيف المملوكي في عام 1825 لارتدائه من قبل ضباط البحرية . بعد التوزيع الأولي في عام 1826، تم ارتداء السيوف المملوكية باستثناء الأعوام 1859-1875 (عندما كان يُطلب من ضباط البحرية ارتداء سيف ضباط المشاة بالجيش الأمريكي موديل 1850 )، وفترة وجيزة عندما تم تعليق السيوف خلال الحرب العالمية الثانية . ومنذ ذلك الوقت، ظل ضباط البحرية يرتدون السيوف المملوكية في تقليد مستمر حتى يومنا هذا.

## الجيش البريطاني
تم اعتماد السيوف المملوكية من قبل ضباط أفواج الفرسان الخفيفة في العقد الأول من القرن التاسع عشر، واستخدم بعضها "كسيوف للمشي" (لملابس الزينة في المناسبات الاجتماعية سيرًا على الأقدام) ولكن تم استخدام البعض الآخر في الحملات النشطة. وهي بارزة في صور ضباط الفرسان التي رسمها روبرت دايتون في عام 1807. ظهرت لأول مرة في عام 1822 كأفواج لانسر،  لباسًا منظمًا رسميًا أو سيوفًا . وفي وقت لاحق، تبنت أيضًا أسلحة الفرسان الخفيفة وبعض أفواج الفرسان الثقيلة أنماطًا مماثلة. على الرغم من التشابه إلى حد كبير في الشكل، إلا أن سيوف كل فوج كان لها اختلافات فردية في زخرفة النصل والمقبض. سيف التنظيم الحالي للجنرالات ، طراز 1831 ، هو سيف من الطراز المملوكي، كما هو الحال مع سيوف فرقة الجيش المختلفة.
هناك عدد من العوامل التي أثرت على موضة السيوف المملوكية في الجيش البريطاني.
- قام نابليون بتربية عدد من الوحدات المملوكية خلال حملاته المصرية في حروب الثورة الفرنسية ، مما أدى إلى اعتماد هذا النمط من السيف من قبل العديد من الضباط الفرنسيين.[9]  في فترة ما بعد نابليون، تم اعتماد الموضة العسكرية الفرنسية على نطاق واسع في بريطانيا.[10]
- حمل دوق ولينغتون سيفًا مملوكيًا منذ أيام خدمته في الهند وطوال حياته المهنية. وبعد هزيمته لنابليون كان مكانته بطلاً قومياً ، وقائداً أعلى للقوات ، ثم رئيساً للوزراء ؛ على هذا النحو، كان لأذواقه وزن كبير.
- تم اقتراح سيف مشاة البحرية الأمريكية، الذي تمت مناقشته أعلاه،[10]  باعتباره مؤثرًا أيضًا. يشبه سيف الضباط العامين نمط عام 1831 إلى حد كبير سيف مشاة البحرية الأمريكية المملوكي الذي سبقه.

## الجيش الاسترالي
ولا يزال سيف المماليك يستخدم حتى اليوم من قبل الجيش الأسترالي ، ويحمله برتبة لواء أو أعلى في المناسبات الاحتفالية.